# Антим Ловчански
Антим е висш български православен духовник, ловчански митрополит от 1937 до 1939 година.

## Биография
Роден е със светското име Никола Шивачев на 21 ноември 1884 година в село Еникьой, Узункюприйско. Учи в родното си село, а след това в Узункюпрю и в Одрин, където завършва Одринската българска мъжка гимназия. От 1902 до 1908 година учи в Цариградската духовна семинария. В Цариград на 27 декември 1906 година е подстриган и ръкоположен за йеродякон.
В 1908 година е ръкоположен за йеромонах и продължава образовението си в Богословския факултет на Черновицкия университет, Русия, който завършва в 1912 година. В 1914 година защитава докторска дисертация в Историко-философския факултет в Черновци на тема „История на аварите“, след което се завръща се в България.
В 1914 – 1915 година работи като учител-възпитател в новооткритата Софийска духовна семинария. В 1915 година става протосингел на Струмишката митрополия. По-късно е назначен за синодален проповедник във Врачанската епархия, като чете проповеди в неделите и празниците в различни църкви в епархията и наблюдава проповедническата дейност на епархийските свещенослужители. Във Враца в 1917 година е ръкоположен за архимандрит и е назначен за духовник и преподавател по българска история и немски език във Военното училище в София. От 1918 до 1922 година е протосингел на Софийската митрополия и настоятел на катедралата „Свети Александър Невски“. По-късно е настоятел на цариградския храм „Свети Стефан“. На 16 декември 1926 година е назначен за ректор на Духовното училище при Бачковския манастир. От 1928 до 1931 година отново е протосингел на Софийската митрополия.
На 19 юни 1931 година е ръкоположен за епископ с титлата „Траянополски“ и от ноември 1931 година до август 1936 година е ректор на Софийската семинария. На 16 август 1936 година е назначен епископ за инспекция и особени поръчения на Синода и редактор на „Църковен вестник“ и списание „Духовна култура“.
На 26 септември 1937 година е избран и на 14 ноември 1937 година канонично утвърден като ловчански митрополит. Полага грижи за паството, клира и манастирите в епархията особено за Гложенския манастир. Подема инициатива за построяване на нов катедрален храм в центъра на Ловеч.
Почива на 4 март 1939 година в село Надежда до София. Погребан е в Ловеч до олтара на катедралния храм „Света Троица“.